# Menaggio
(Mary Shelley)
Menaggio (Menaas in dialetto comasco, AFI: /meˈnaːs/) è un comune italiano di 3 019 abitanti della provincia di Como in Lombardia. Il comune fa parte della Comunità montana Valli del Lario e del Ceresio situato sulla sponda occidentale del lago di Como all'imbocco dell'omonima valle.
È costituito da un centro e tre frazioni: Croce, Loveno e Nobiallo.

## Origini del nome
Il toponimo Menaggio venne citato nei documenti medievali come Menasi (943), Menasiae (962), Menaxi (977), Menasio (1169) e Menascio (1169).
Contrastanti sono le ipotesi sull'origine toponomastica. Gli storiografi classici lo derivavano dal patronimico Minicio, con riferimento a un'epigrafe latina del II secolo trovata a Santa Maria e qui trasportata dall'editore di epoca rinascimentale Francesco Calvi; l'iscrizione, attualmente incastonata nella facciata della chiesa menaggina di Santa Maria, fa riferimento a un tal Lucui Minicio Exorato, funzionario dell'imperatore Vespasiano e aristocratico romano della gens oufentina. Secondo altri, il toponimo sarebbe l'unione della radice indoeuropea Men- ("monte") alla parola celtica uigg ("acqua").

## Storia

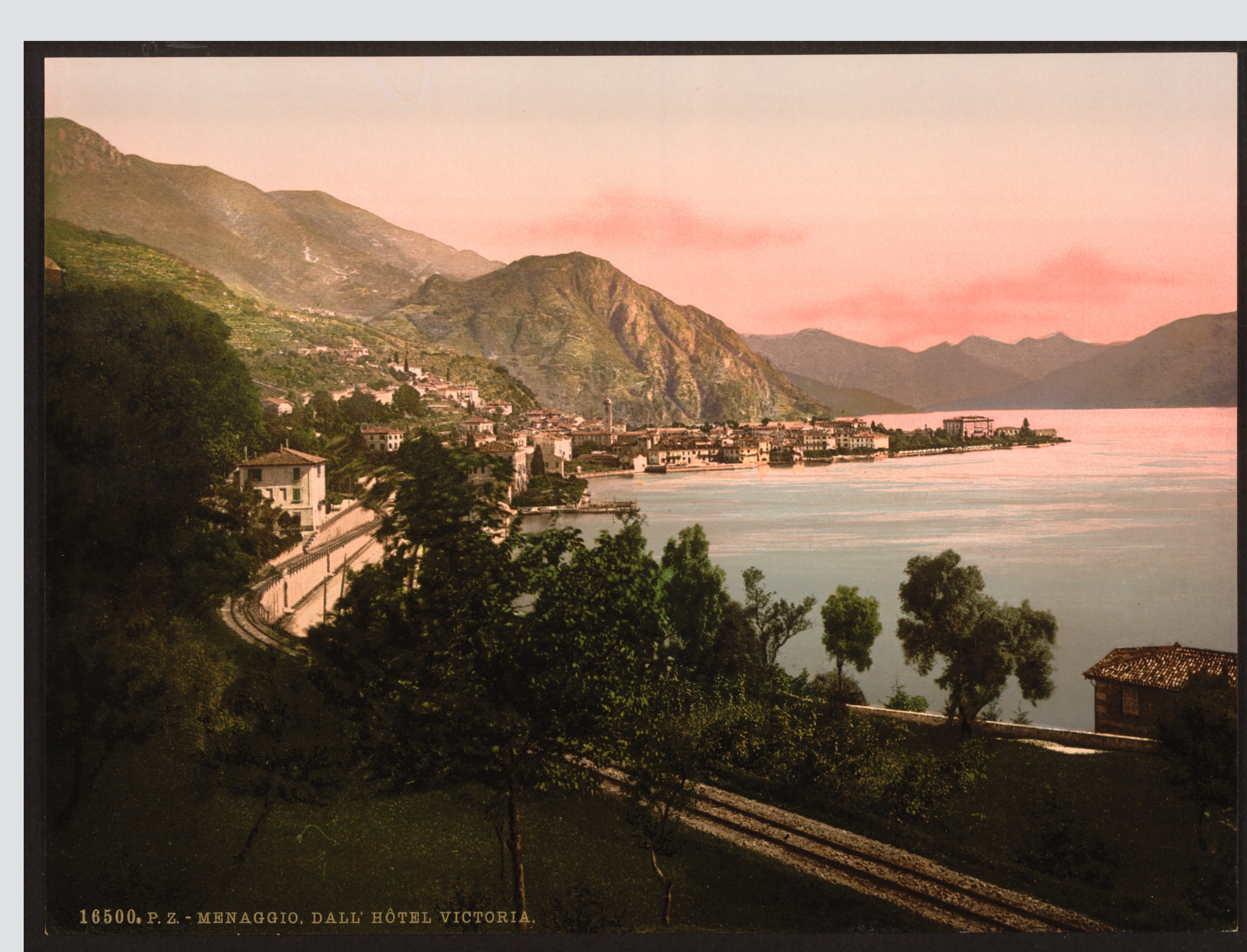
Menaggio tra il 1890 e il 1900

Il territorio fu originariamente abitato da popolazioni Liguri preindoeuropee, in cui si innestarono popolazioni nomadi di origine celtica, dando vita alla cultura di Golasecca. All'insediamento da parte di alcune tribù di Galli verso la fine del IV sec. a.C. seguì, con la vittoria del 196 a.C., da parte di Claudio Marcello ai danni delle popolazioni degli Insubri e dei Comensi, il periodo della dominazione romana.
Da Menaggio, in epoca romana, passava la via Regina, strada romana che collegava il porto fluviale di Cremona (la moderna Cremona) con Clavenna (Chiavenna) passando da Mediolanum (Milano). All'epoca romana risalgono alcune tombe e lapidi ritrovate nel territorio (tra cui una dedicata a Lucius Mincius Exoratus, dal quale secondo alcuni deriverebbe il toponimo).
Nel 386, la fondazione della Diocesi di Como comportò l'istituzione di Menaggio a capo dell'omonima pieve, retta dal presbiter (poi arciprete) della chiesa di Santo Stefano e dotata di un battistero collocato in riva al lago e dedicato a San Giovanni.
Dopo la caduta dell'Impero romano il territorio fu invaso dapprima dai Goti e poi, nel 535 dai Bizantini. A questi subentrarono, nel 568, i Longobardi, i quali dotarono Menaggio di una torre di segnalazione. Nel 768 la regina Ansa, moglie di Desiderio, donò Menaggio al monastero di Santa Cristina, che ancora nel tardo X secolo era, insieme alla cappella di San Giusto, proprietà dell'ente.
Dopo la costruzione del castello (X secolo), durante la guerra decennale Menaggio si schierò dalla parte dei milanesi e, nel 1124, fu attaccata dai comaschi. Durante l'assedio, gli abitanti di Menaggio utilizzarono il campanile del battistero di San Giovanni come torre.
Nel 1140 (o 1144) Corrado III di Svevia concesse Menaggio in feudo a un certo Ardizzone de Castello.
Nel XIII secolo ulteriori dispute coinvolsero numerose famiglie della nobiltà comasca e milanese. In questo contesto, nel 1295 Menaggio fu conquistato dai comaschi, i quali misero in fuga il feudatario Littardo de Castello (che si rifugiò a Bellagio) e consegnarono il castello menaggino a Matteo I Visconti.
Il particolare legame tra la via Regina e Menaggio si ritrova ancora negli Statuti di Como del 1335, i quali citano il "comune burgi de Menaxio" come la località capopieve incaricata della manutenzione del tratto di strada che andava dai “maronellos seu arbores que sunt in somo ad introitum Saxi Ranzii” fino “ad casaritium quod est in medio Saxo Rantio in costa”.
Tra i secoli XII-XVI Menaggio costituì una postazione strategica nel i traffici del lago, che garantì al comune un controllo dei pedaggi sui trasporti.
Nel primo quarto del XVI secolo Menaggio divenne oggetto delle mire espansionistiche da parte dei Grigioni della Repubblica delle Tre Leghe, nel mentre venuti in possesso della città di Lugano. Dopo aver messo a ferro e fuoco il paese nel 1516 (per mano di Francesco Morone, partito con armi e uomini dalla Valtellina) e nel 1521, un attacco del 1523 comportò la distruzione del castello menaggino, struttura fortificata da quattro torri, un fossato e due file di mura.
Con la cacciata dei Grigioni dalle terre del medio Lario da parte dei milanesi, Menaggio ritornò a far parte del Ducato di Milano fino al termine del XVIII secolo. In questo contesto, al difficile periodo della dominazione spagnola, caratterizzato da due secoli di brigantaggio, seguì, dal 1714, un periodo sotto gli austriaci.
Sempre a capo dell'omonima pieve, nel 1751 Menaggio aveva già giurisdizione sui cassinaggi di “Cassina Casale”, Pastura, Sovenga, Castello, “Molino del Maglio”, “Molino del Ponte”, “Cassina del Cheglio”, “Casa a San Michele” e “Cassina a Calchera”.
Un decreto di riorganizzazione amministrativa del Regno d'Italia napoleonico datato 1807 stabilì l'annessione dei comuni di Croce, Loveno ed uniti e Griante ed uniti, decisione che fu revocata dalla Restaurazione.
Successivamente all'unità d'Italia, a partire dalla Belle Époque Menaggio vide la realizzazione di numerose ville (soprattutto a Loveno) e di alberghi di lusso quali il Grand'Hotel e il Victoria.
Un regio decreto datato 1928 sancì l'annessione, da parte del comune di Menaggio, del soppresso comune di Croce (R.D. 13 maggio 1928, n. 1161), mentre l'anno successivo il territorio comunale fu ulteriormente ampliato grazie all'aggregazione del comune di Loveno sopra Menaggio (R.D. 25 marzo 1929, n. 553).
Menaggio era nell'autunno del 1944 sede del "Centro antiribelli" della 6ª compagnia dell'11ª Brigata nera comandata da Emilio Castelli, vice federale di Como. Il Centro antiribelli fu responsabile di numerose torture e della morte di 19 partigiani, tra cui l'assassinio di Enrico Caronti detto Romolo, il 23 dicembre 1944. Il 26 aprile 1945 il centro ospitò Benito Mussolini durante il suo tentativo di fuga dall'Italia.

### Simboli
Lo stemma, utilizzato dal Comune pur privo di formale concessione, riprende una raffigurazione riprodotta sulla chiave di volta della facciata della chiesa di Santa Marta in via Calvi, commissionata dalla famiglia Castelli, feudataria del paese nel XV secolo.
Il gonfalone è un drappo di bianco.

## Monumenti e luoghi d'interesse

### Architetture religiose

#### Chiesa parrocchiale di Santo Stefano

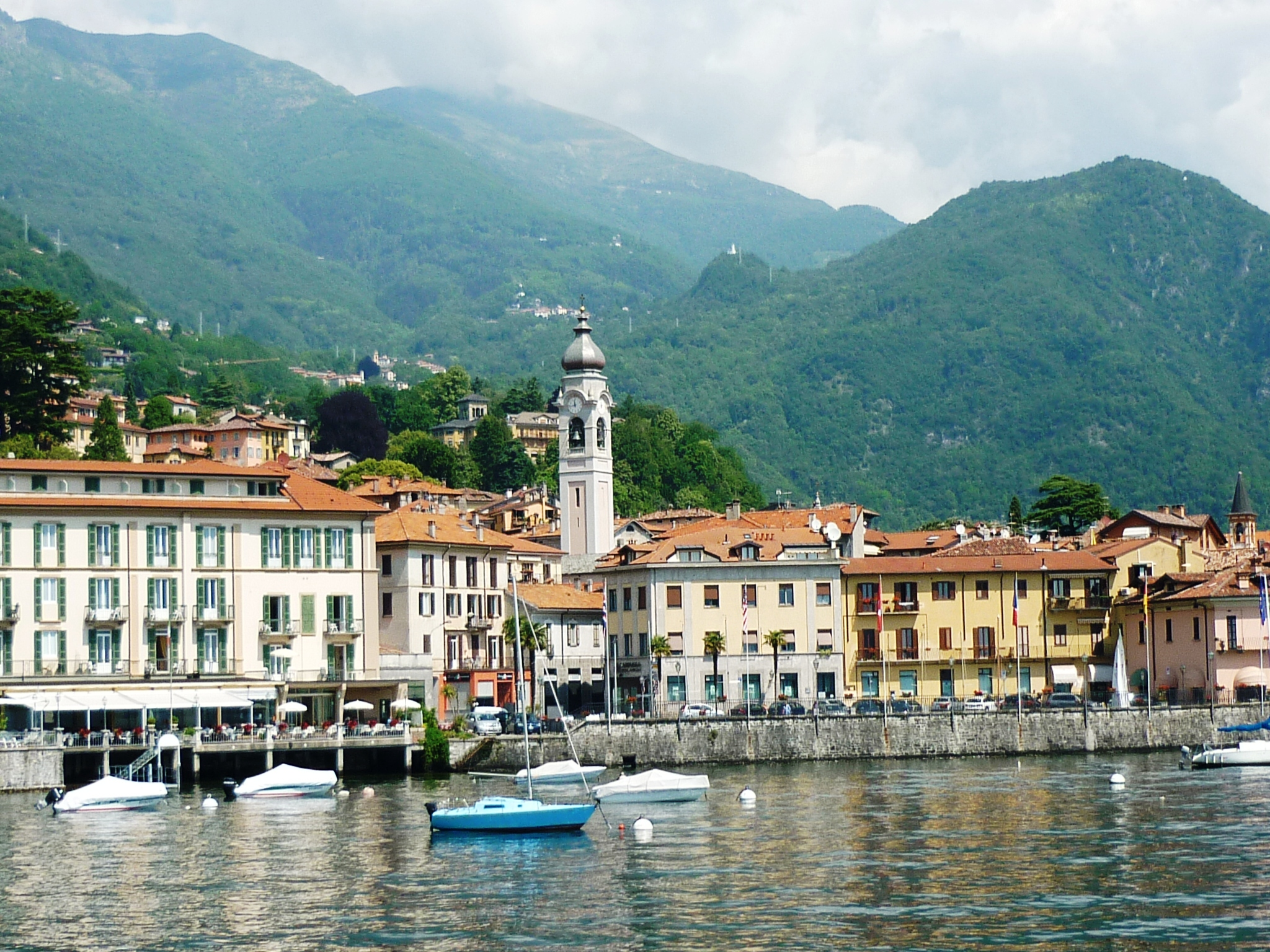
Menaggio dal lago e il campanile di Santo Stefano

La chiesa di Santo Stefano, che deve il suo aspetto attuale ad alcuni rifacimenti avvenuti negli anni 1618 e 1699, esercitava le funzioni di capopieve della pieve di Menaggio già nel 1444.
La chiesa, che conserva affreschi realizzati nel 1899 dall'artista Tagliaferri, fu edificata sulla base di precedenti edifici paleocristiani e romanici.

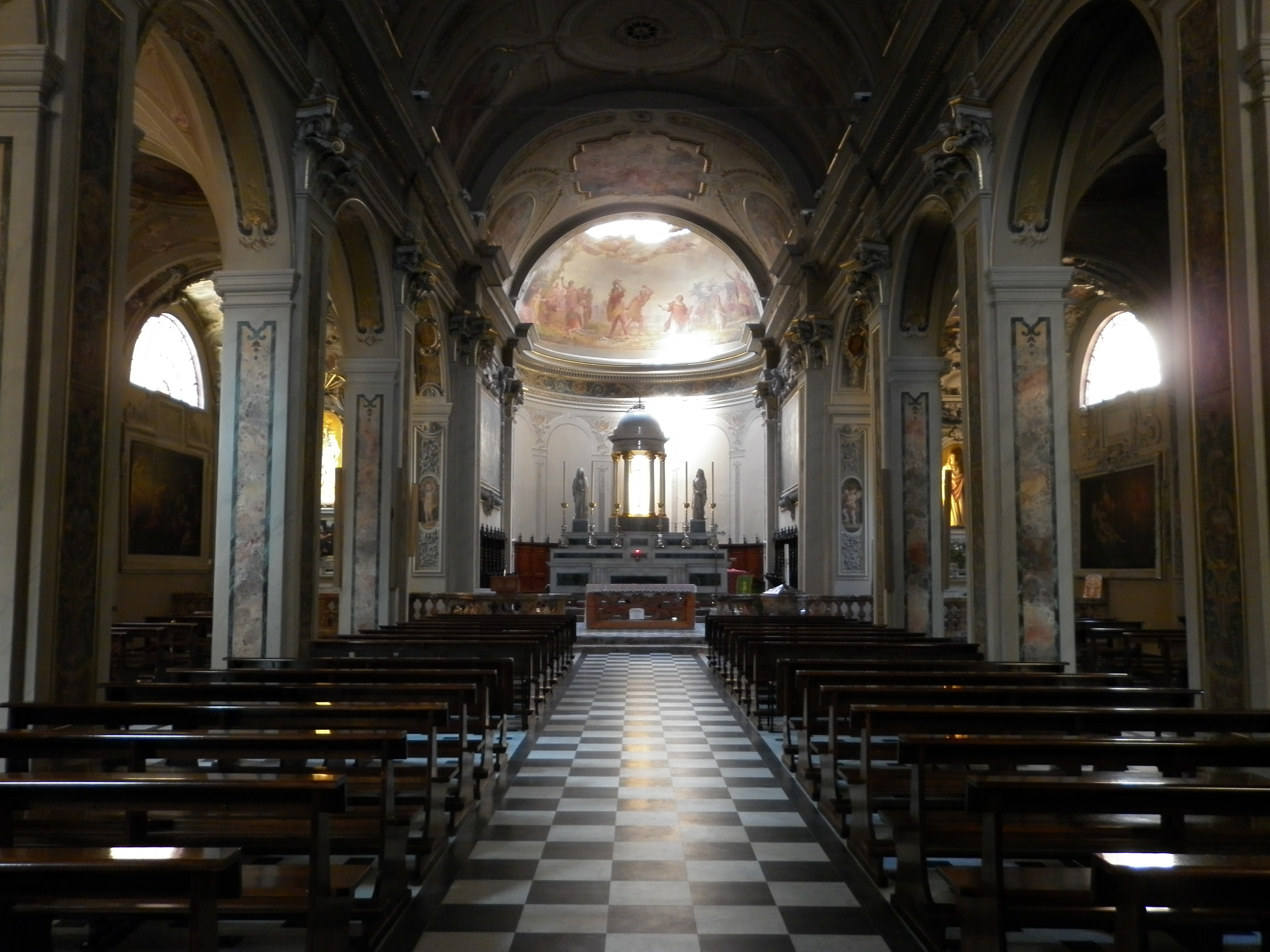
Interni della chiesa di Santo Stefano

Internamente, la chiesa si presenta con tre navate e conserva una croce astile argentea del 1539, oltre a una serie di affreschi cinque-seicenteschi (tra cui una copia di una Madonna con Gesù e un angelo del Luini - l'originale venne ceduto dai menaggini ai francesi per ottenere lo spostamento della prefettura da Tremezzo a Menaggio).

#### Chiesa di Santa Marta
Attestata a partire dal 1582, la Chiesa di Santa Marta era anticamente annessa a un antico ospitale, dedicato ai Magi e a Santo Stefano. Ancor'oggi integrata tra le circostanti architetture in prossimità di villa Calvi, la chiesa, che fu interessata da ristrutturazioni nel 1885, si presenta con una facciata neogotica che ospita un bassorilievo medievale raffigurante il castello di Menaggio. Internamente, tra le numerose tele che ornano le pareti, quattro dipinti aventi come tema i Dottori della Chiesa. Tra queste opere, una rara raffigurazione di Sant'Ambrogio in età giovanile, dipinto realizzato nel corso del Seicento.
Il piccolo campanile possiede tre campane a sistema manuale.

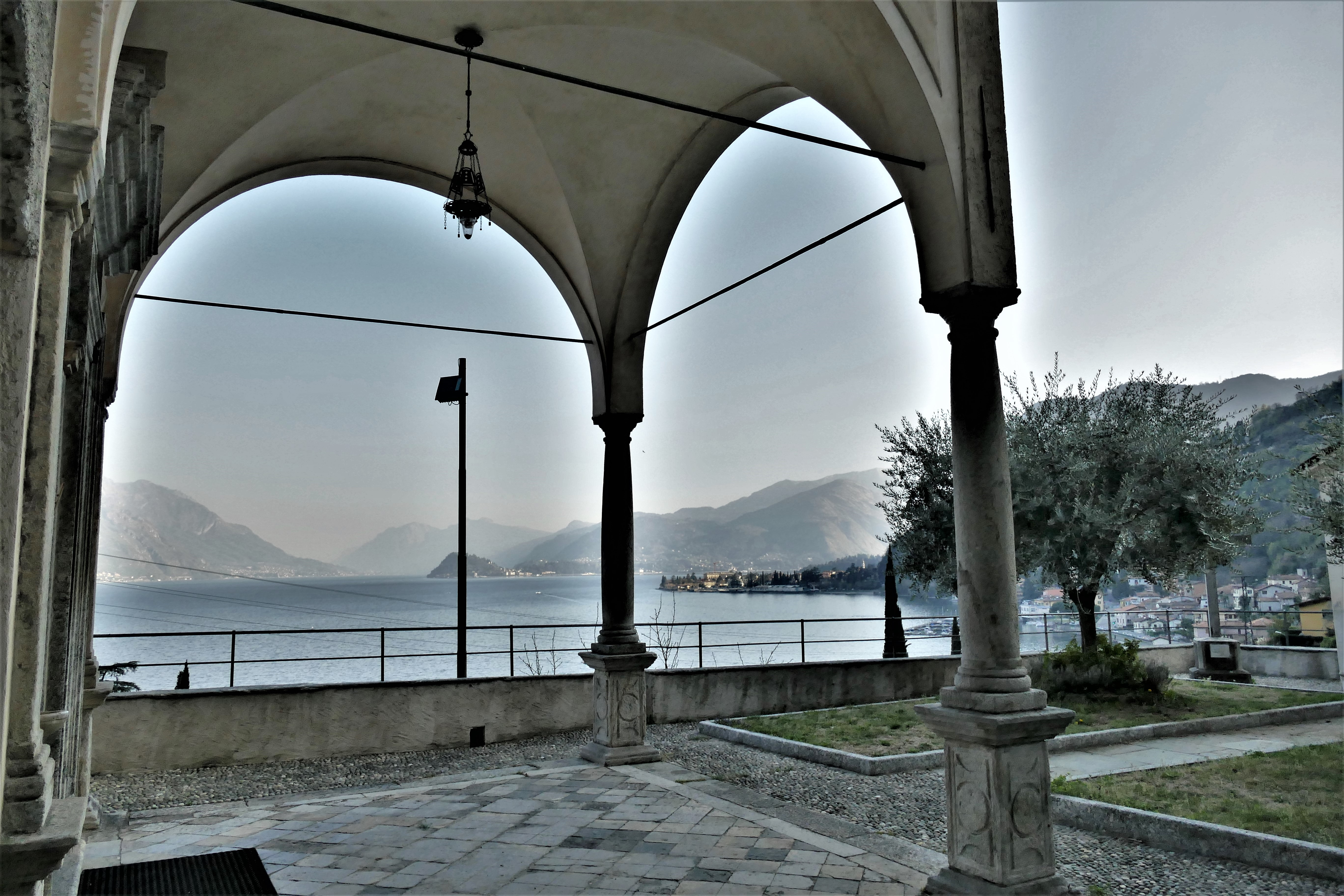
Santuario della Madonna della Pace

#### Santuario della Madonna della Pace
Lungo il tracciato dell'antica via Regina si trova il Santuario della Madonna della Pace (1658-1660), sotto la giurisdizione della parrocchia di Nobiallo.
Annoverata nell'elenco dei Santuari e templi votivi della Diocesi di Como, la chiesa si presenta come un edificio a pianta ottagonale, dotato di facciata preceduta da pronao, abside poligonale e campanile a vela.

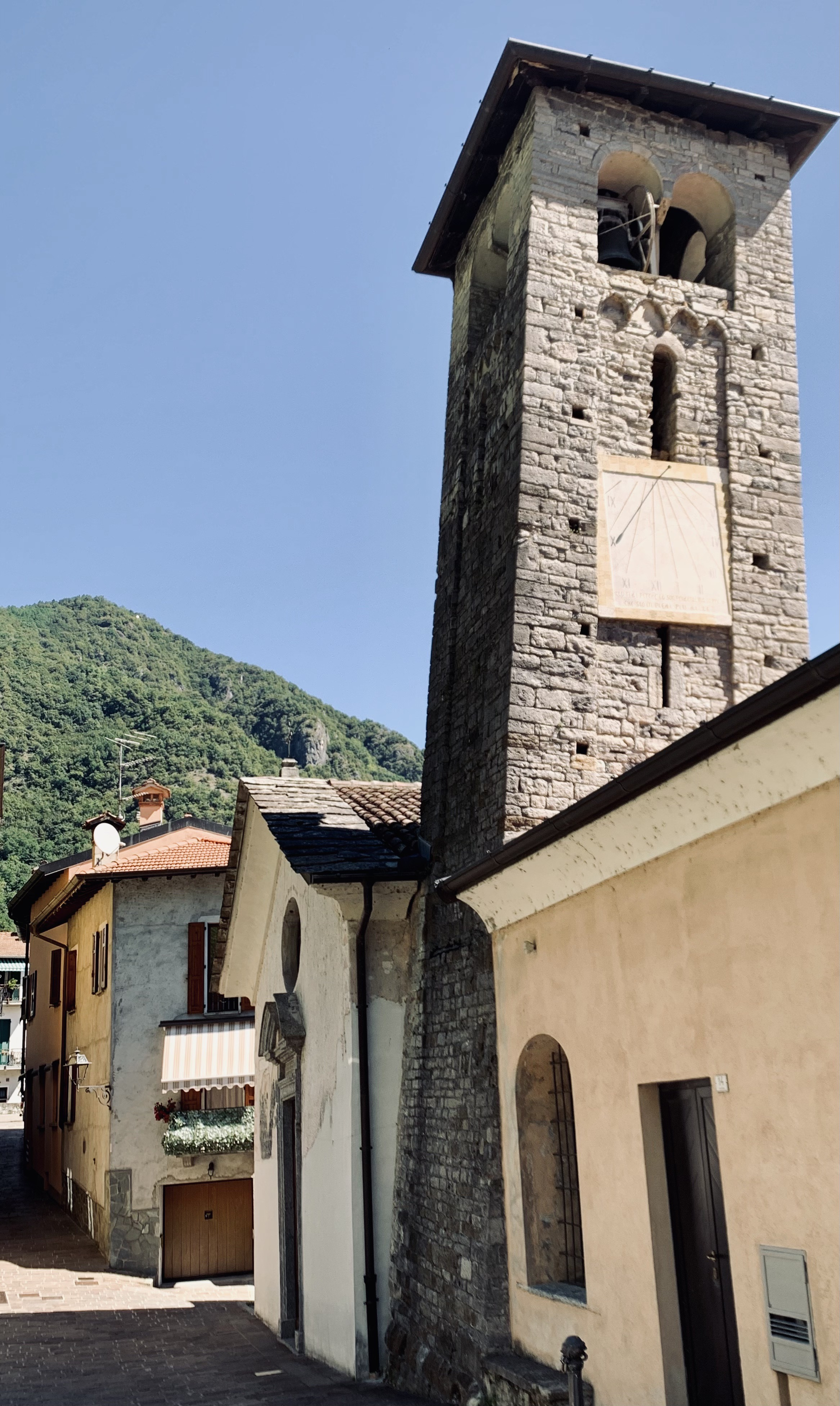
Chiesa di Nobiallo

#### Chiesa dei Santi Bartolomeo e Nicola
Situato a Nobiallo, il complesso della chiesa dei Santi Nicola e Bartolomeo si compone della chiesa Settecentesca a navata singola, del campanile pendente romanico del XIII secolo (il quale possiede tre campane) e di un adiacente oratorio. La chiesa fu costruita sulla base di un precedente edificio religioso, attestato come cappella all'interno della pieve di Menaggio sin dal XIII secolo. La facciata presenta un portale del XVIII secolo.

#### Chiesa di San Carlo
La località Castello ospita la chiesa di San Carlo, eretta nel 1614 con caratteristico campanile a doppia vela. La chiesa fu costruita sui ruderi, tra le mura, e con materiale di recupero dell'antico castello. L'erezione della chiesa avvenne per volere di Cinzio Calvi, il referendario di Como che nel XVII secolo era proprietario di ciò che restava dell'antico complesso fortificato. Fino al 1771 la chiesa ospitò una comunità di Canonici regolari della Congregazione del Santissimo Salvatore lateranense provenienti dalla chiesa milanese di Santa Maria della Passione. Internamente, la chiesa ospita due quadri di Giuseppe Vermiglio: il primo è una Deposizione tra i santi Agostino e Ambrogio (opera del 1625 che richiama un'antica pittura che, a sua volta, nel 1590 era stata trasportata all'interno della predetta chiesa di Milano da un muro esterno del convento attiguo alla stessa chiesa milanese); nel secondo dipinto, una raffigurazione dei santi Apollonia, Fermo e Agata. La chiesa ospita inoltre una berretta cardinalizia e una mantella appartenute a Carlo Borromeo.

#### Chiesa dei Santi Lorenzo e Agnese
Rielaborata tra il 1725 e il 1738, nel 1641 la Chiesa dei Santi Lorenzo e Agnese fu elevata al rango di parrocchiale di Loveno.

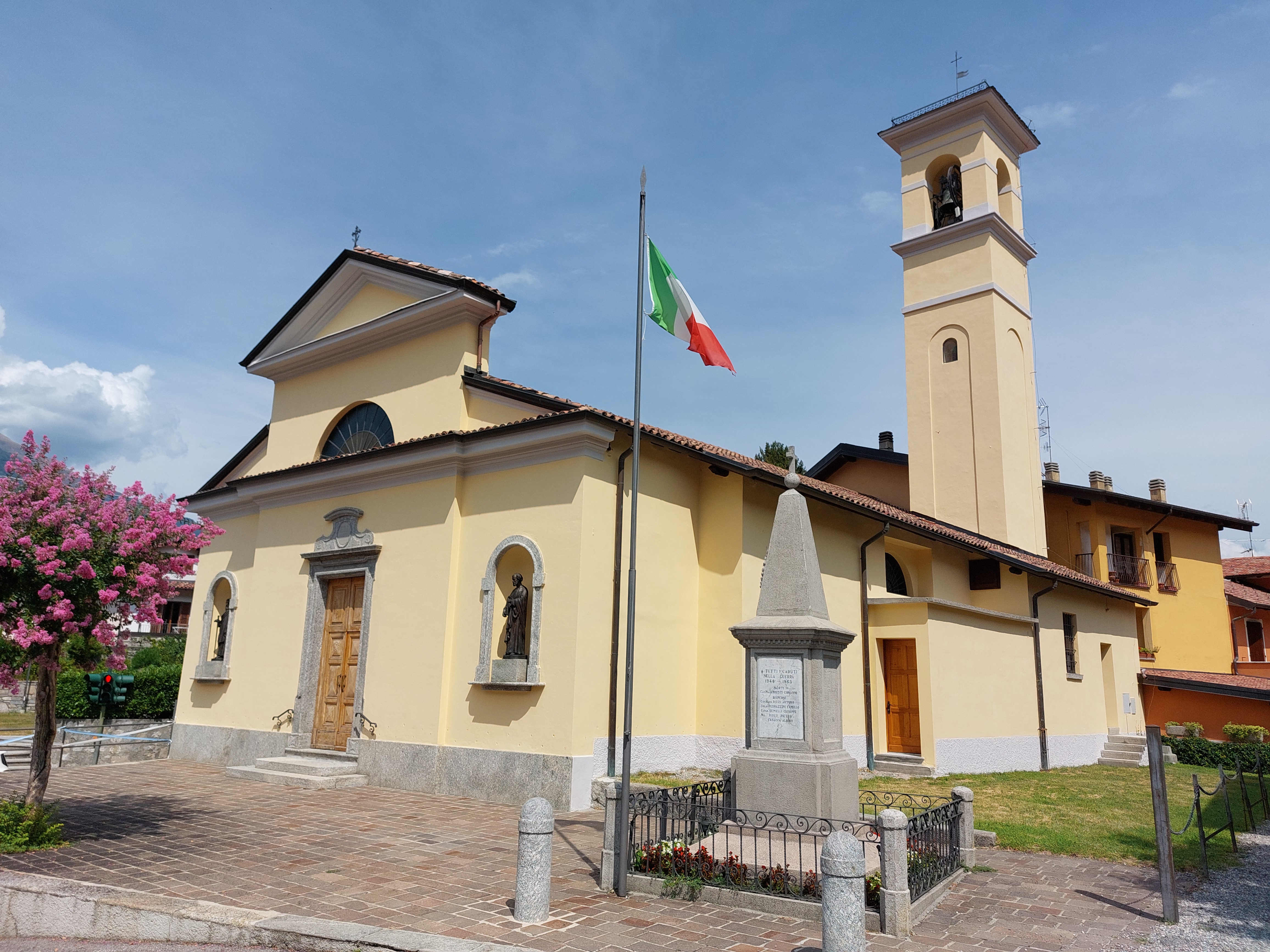
Chiesa dei Santi Pietro e Paolo

#### Architetture religiose di Croce

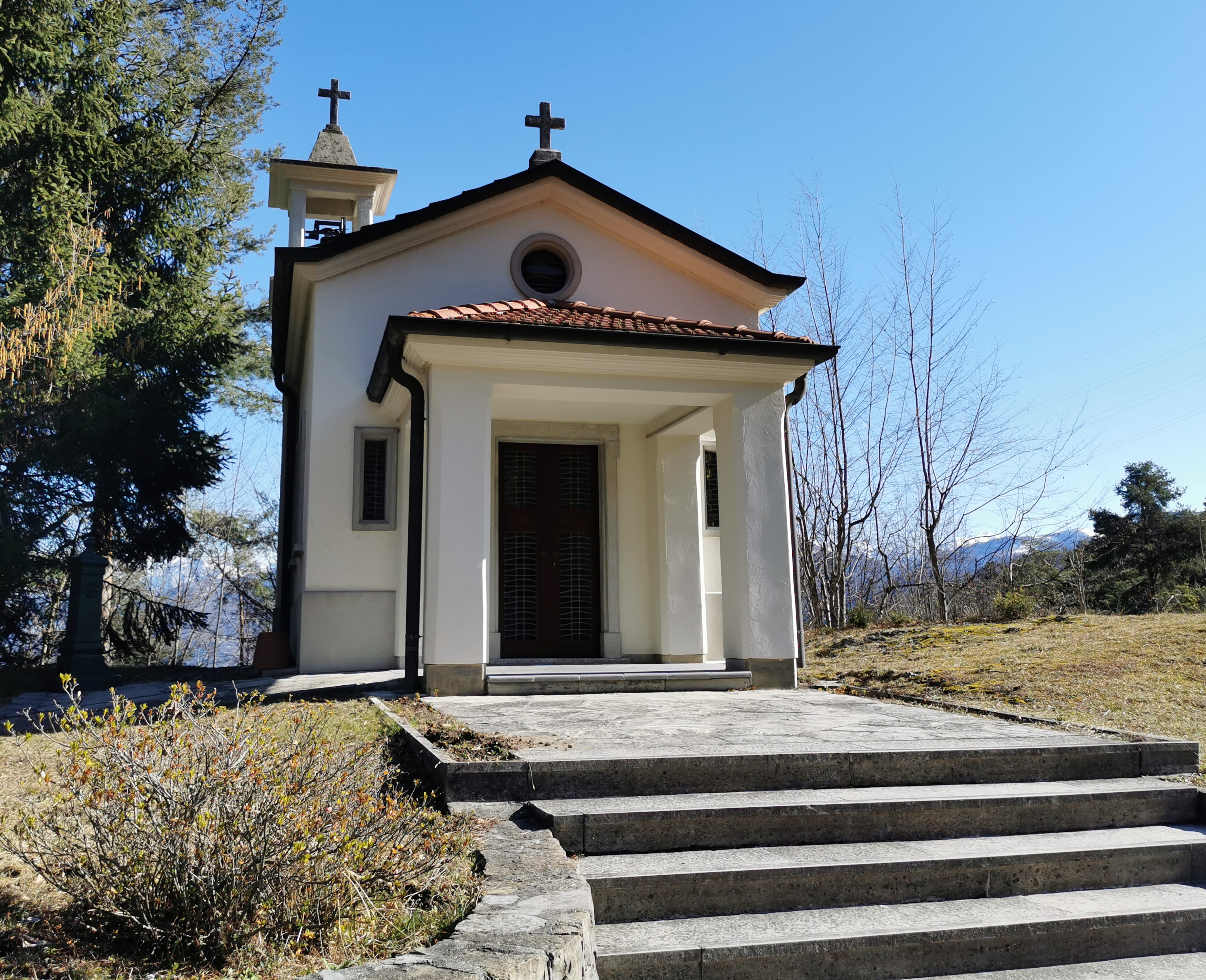
Chiesa della B.V. di Paullo

- Chiesa dei Santi Pietro e Paolo a Croce (1725-metà Ottocento).[44]
- Chiesa della Beata Vergine delle Grazie (1951), in località Paullo.[45]
- Chiesetta degli Alpini (1975), dedicata a San Maurizio, in località Crocetta.[46]

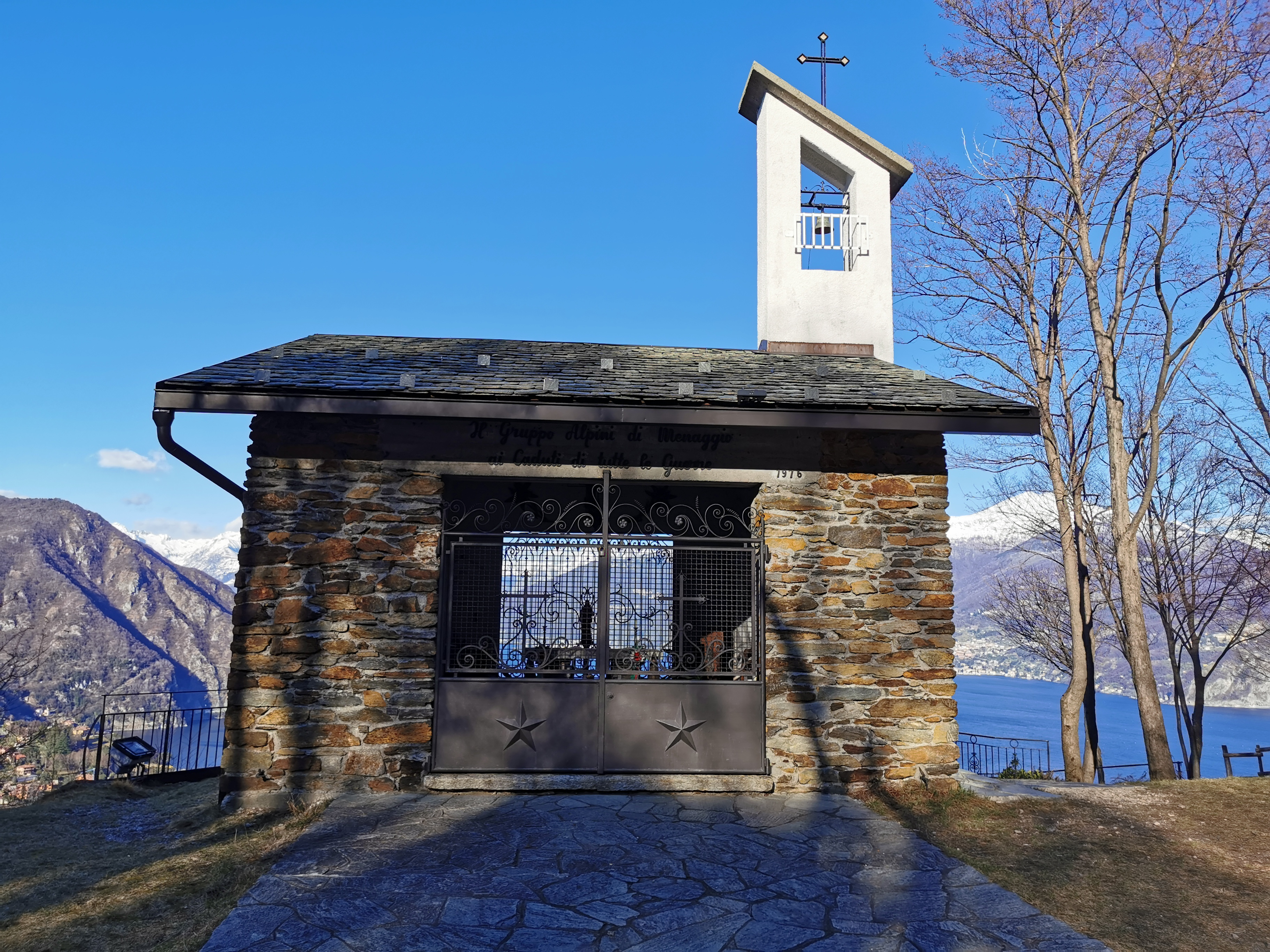
Chiesetta degli Alpini

#### Altro
- Chiesa di San Giusto (1562-1673), con facciata introdotta da un protiro.[47]
- Chiesa di San Rocco (1772)[48]
- Cappella della Beata Vergine di Caravaggio (XVII secolo)[49], situata nei pressi di un ponte medievale - detto appunto, ponte di Caravaggio[50] - sul torrente Senagra.
- Edicola di San Giovanni Nepomuceno, situata sul ponte di Caravaggio e decorata da un bassorilievo eseguito nel 1965[51] da Enrico Vannuccini,[50] pittore toscano trasferitosi sul lago di Como nello stesso anno[52].

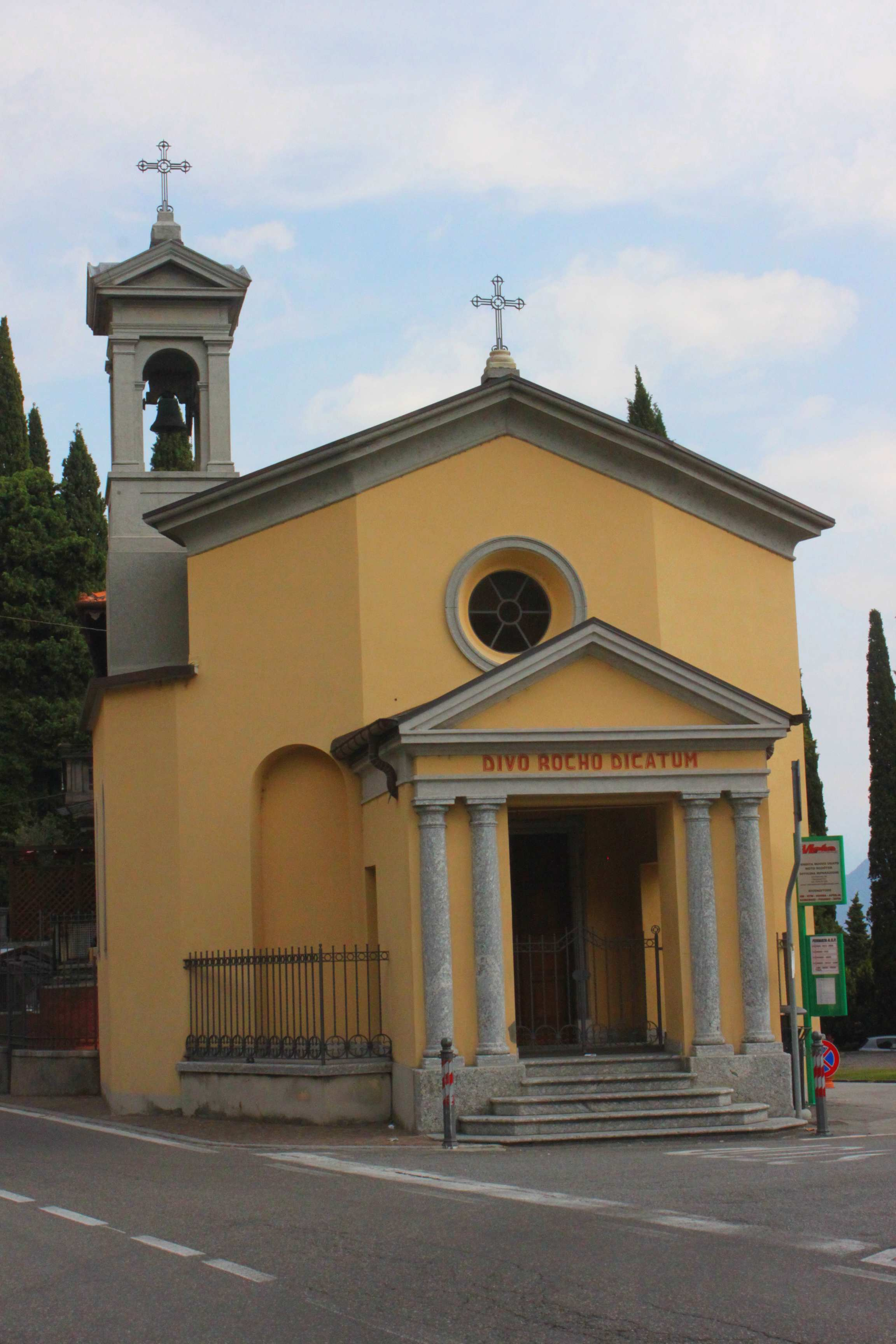
Chiesa di San Rocco

### Architetture civili

#### Villa Vigoni
Immersa in un giardino all'inglese progettato nel 1840 da Giuseppe Balzaretto, Villa Vigoni è un edificio settecentesco ristrutturato in stile neoclassico attorno al 1820 da Gaetano Besia.  La ristrutturazione fu commissionata da Heinrich Mylius di Francoforte, ragion per cui la villa è anche conosciuta come Villa Mylius Vigoni. L'appellativo "Vigoni" si riferisce, invece al successivo proprietario - Ignazio Vigoni - marito di Luigia Vitali, già moglie senza figli di Giulio Mylius, unico figlio di Heinrich.
La villa, frequentata da letterati quali Goethe (amico della moglie del Mylius) e il Manzoni, è inserita all'interno di un complesso che comprende anche una dépendance, una limonaia, un'ex-casa del massaro, un'ex-scuderia, un tempietto e la cosiddetta "Casa Svizzera" (una casetta collocata in posizione panoramica nel parco dal Balzaretto).
Nel 1983 Ignazio Vigoni Medici di Marignano, ultimo discendente di casa Mylius, lasciò in eredità alla Repubblica Federale Tedesca sia Villa Vigoni sia la vicina Villa Garovaglio Ricci, al fine di realizzare un centro di scambi culturali tra Italia e Germania.
Dal 1986 il complesso di Villa Vigoni ospita un Centro italo-tedesco sotto la giurisdizione sia del Ministero degli affari esteri e della cooperazione internazionale della Repubblica Italiana sia del Ministero Federale dell'Istruzione e della Ricerca della Germania.
Internamente, la villa conserva alcuni ritratti familiari eseguiti da Francesco Hayez, oltre a sculture di Democrito Gandolfi e Heinrich Imhof risalenti al quinto decennio del XIX secolo.
Il giardino, popolato da sculture di Giosuè Argenti, ospita un cenotafio ornato da sculture di Gaetano Besia e da alcuni bassorilievi di Pompeo Marchesi e Bertel Thorvaldsen. Il tempietto fu fatto erigere da Heinrich Mylius in memoria del figlio Giulio, le cui spoglie vennero invece traslate nel cimitero di Loveno, fatto costruire per l'occasione dallo stesso Heinrich.

#### Villa Garovaglio
VIlla Garovaglio (XIX secolo), conosciuta anche come Villa Garovaglio Ricci, è il risultato di una ristrutturazione di una filanda Settecentesca appartenuta a Francesco Pasquale Ricci. I lavori, che comportarono la costruzione di un corpo di collegamento dei due edifici laterali, furono commissionati attorno alla metà del XIX secolo dall'archeologo Alfonso Garovaglio, entrato in possesso della proprietà per via ereditaria tramite la famiglia della sorella del Ricci. In questo periodo, la villa ospitò una collezione di reperti che, alla morte di Alfonso Garovaglio, divennero perlopiù proprietà del Museo Archeologico di Como. Dopo essere stata acquistata da Ignazio Vigoni Medici di Marignano, la villa fu lasciata in eredità da quest'ultimo alla Repubblica Federale Tedesca.

#### Villa Valsecchi
VIlla Valsecchi (inizio XX secolo) è una dimora in stile Liberty ornata da decorazioni a tema vegetale e da nicchie con statue di figure femminili. Su un lato si sviluppa una torretta con funzioni di piccionaia.

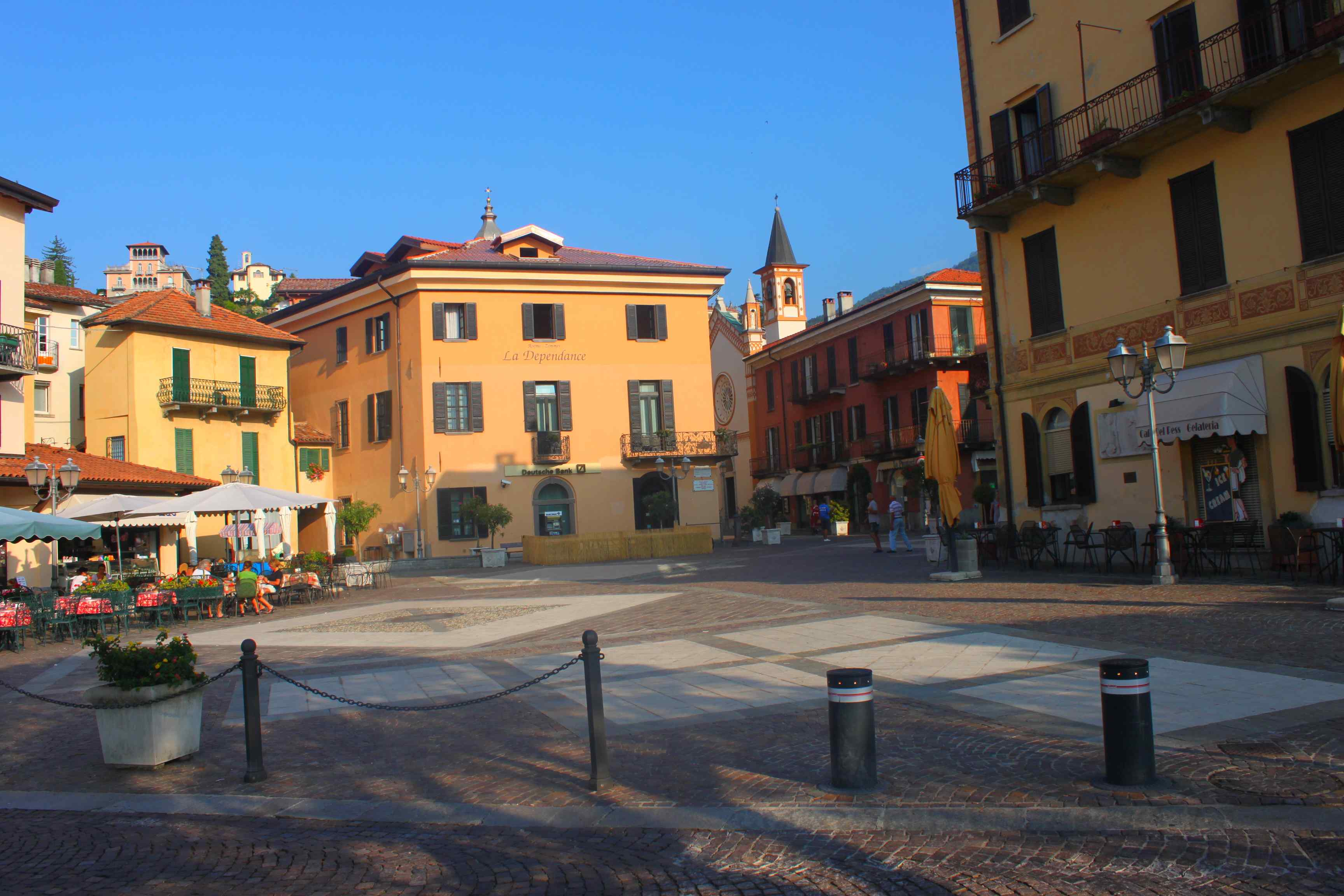
Piazza Garibaldi con, sulla destra, la chiesa di Santa Marta. Sullo sfondo, in alto a sinistra: villa Erba e, a fianco, la chiesa di San Giusto

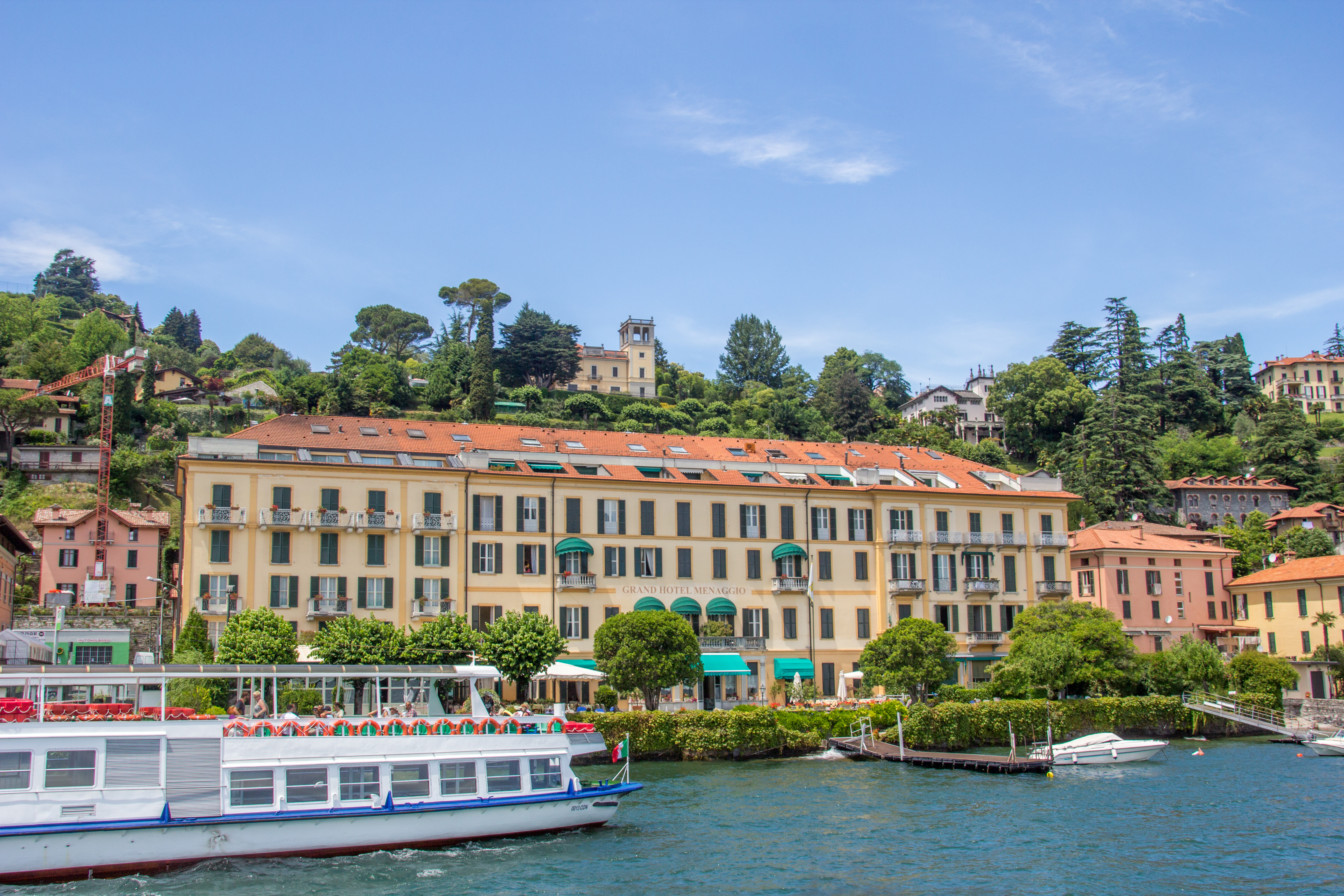
Grand Hotel Menaggio

#### Altro
- Grand Hotel Menaggio
- Villa Calvi
- Villa D'Azeglio[8][65]
- Villa Erba[66]
- Villa Govone (XVII secolo)[8][67]
- Villa Olivetta (seconda metà dell'Ottocento)[68]
- Villa Pensa (XVIII secolo)[69]
- Villa Pergola[70]
- Villa Scanavino (XVI secolo)[71]
- Villa Vonwiller[72]
- Casa Messa (XVII secolo)[73]
- Casa natale di padre Gabriele Malagrida, in via Da Castello 26[40]
- Sculture medievali in via Fabbri: rilievo zoomorfo al civico 28 (XII secolo), bassorilievo al civico 54 (XI secolo) e busto in cima alla fontana del Salvatore (XIII secolo)[17]

### Architetture militari

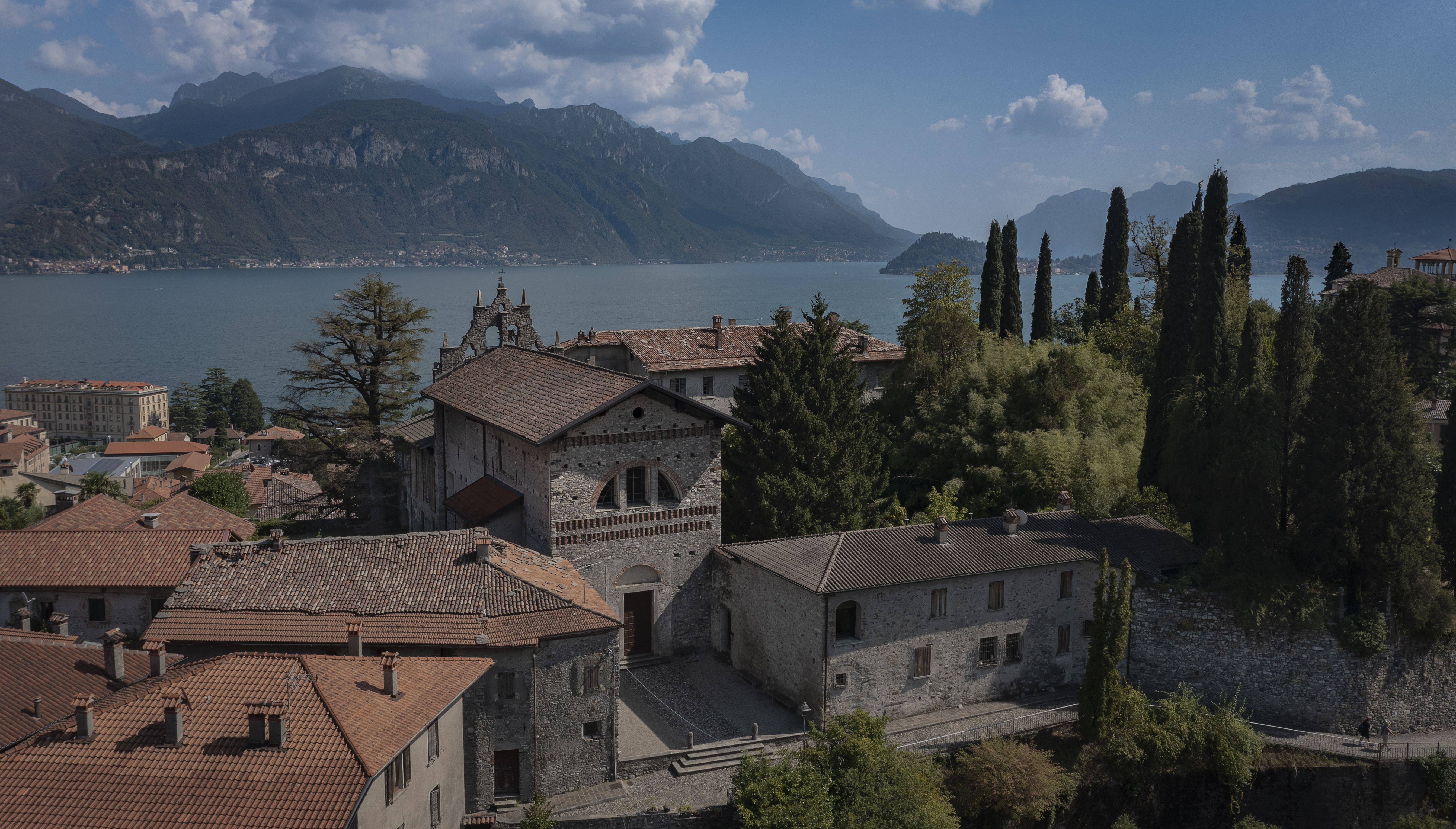
Chiesa di San Carlo e resti del castello.

#### Castello
Un'altura in posizione dominante sul paese e dotata di uno strapiombo del torrente Sinagra ospita i resti del castello di Menaggio. Citato più volte nelle opere dello storico Paolo Giovio, il castello esisteva già al tempo della guerra decennale, quando fu attaccato dai comaschi. Lo smantellamento del castello avvenne nel XVI secolo, per mano dei Grigioni della Repubblica delle Tre Leghe.

#### Trincee del Monte Crocetta
Il Monte Crocetta ospita alcune fortificazioni facenti parte del sistema della Frontiera Nord.

## Società

### Evoluzione demografica

#### Demografia pre-unitaria
- 1751: 400 abitanti[15]
- 1771: 503 abitanti[76]
- 1805: 688 abitanti[18]
- 1809: 1 547 abitanti (dopo l'annessione di Croce, Loveno e Griante)[18]
- 1853: 1 319 abitanti[77]

#### Demografia post-unitaria
Abitanti censiti

### Etnie e minoranze straniere
Secondo le statistiche ISTAT al 1º gennaio 2016 la popolazione straniera residente nel comune era di 310 persone, pari al 10% della popolazione. Le nazionalità maggiormente rappresentate in base alla loro percentuale sul totale della popolazione residente erano:
- Turchia 66
- Albania 36
- Russia 25
- Romania 24
- Marocco 23

## Cultura

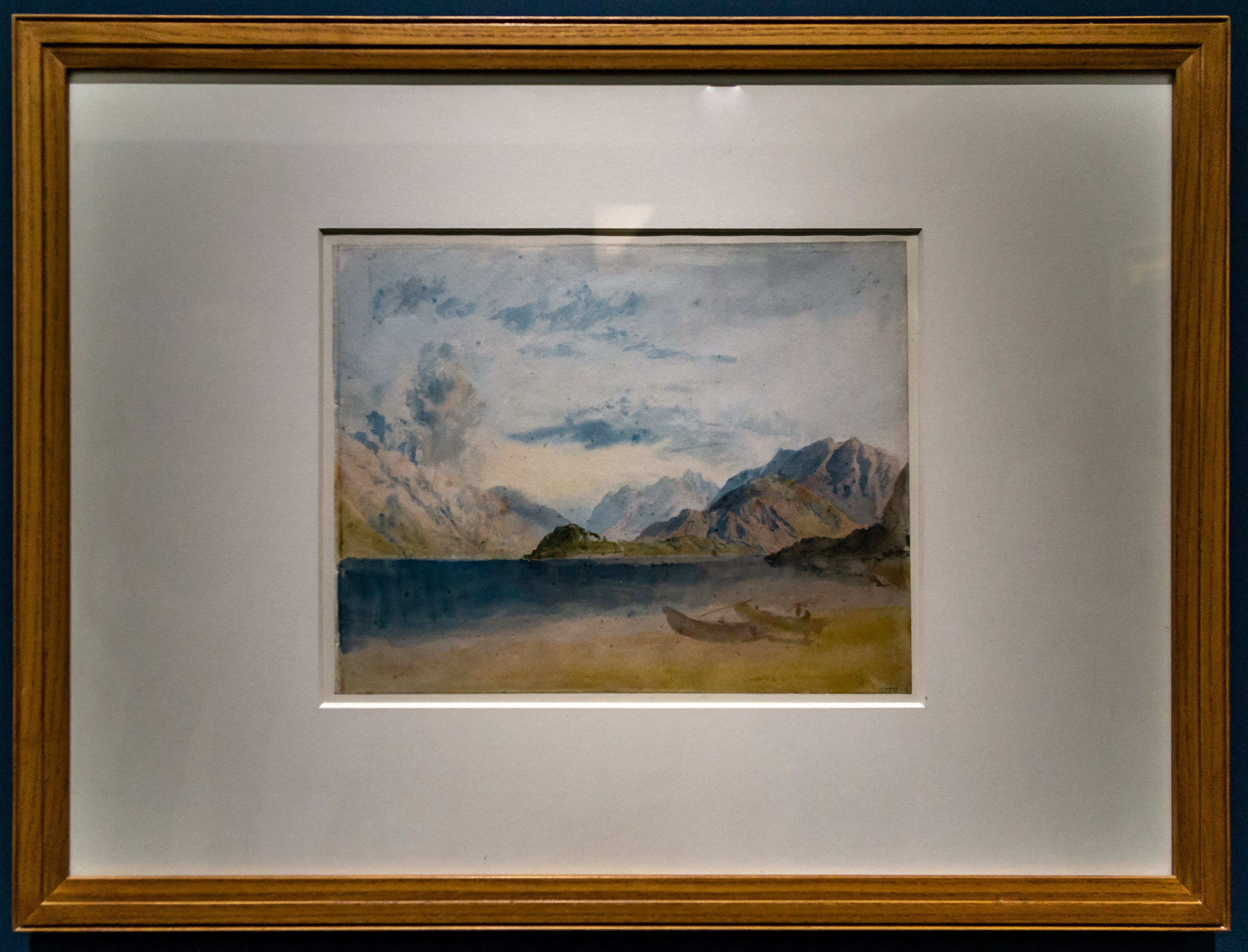
Vista su Bellagio dal molo di Menaggio, dipinto di William Turner (1819)

### Biblioteche
- La Biblioteca Comunale "G. Petazzi Madiai", fondata nel 1964, fa parte del Sistema Bibliotecario Lario Ovest[80]. Ha una dotazione libraria di circa 25 000 testi, oltre a un fondo storico di "africanistica" di circa 3 000 opere.
- La Biblioteca del Centro Italo-Tedesco Villa Vigoni[81], nella frazione di Loveno, è di proprietà dell'associazione omonima e non è aperta al pubblico.

### Scuole
Menaggio, oltre alle scuole elementare e media, è sede dell'Istituto di Istruzione Superiore Statale "Ezio Vanoni" che si articola negli indirizzi ragioneria, liceo scientifico, istituto per geometri, istituto tecnico per il turismo e alberghiero.

### Eventi
- Il Festival Internazionale di Chitarra, organizzato dalla Pro loco e diretto da Sergio Fabian Lavia, si svolge dal 2007 ogni anno a fine agosto.
- Premio Letterario Internazionale Artelario.it. organizzato dall'Associazione culturale ARTELARIO.IT , si svolge dal 2014 a settembre.[82]

## Infrastrutture e trasporti

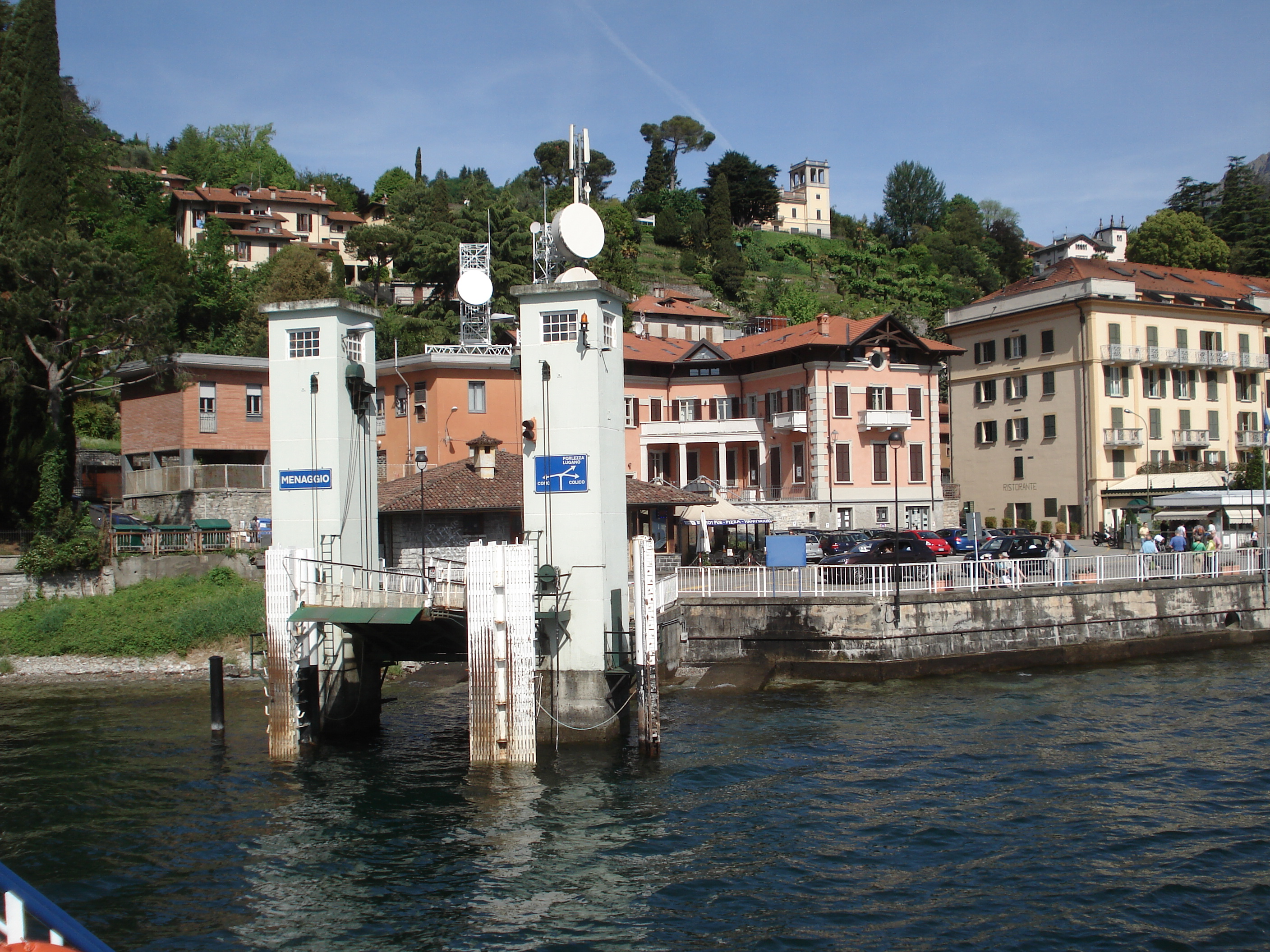
Attracco per traghetti a Menaggio

Menaggio è interessata dal percorso della Strada statale 340 Regina.
Il tratto della strada statale 340 Regina tra Menaggio e Porlezza fu inaugurato nel 1839.
Dal 1884 al 1939 è stata attiva una linea ferroviaria che univa Menaggio al comune di Porlezza posta sul Ceresio; nell'attuale territorio comunale sorgeva la stazione di Menaggio.
La città è collegata da battelli e aliscafi con la linea di navigazione del lago Como-Colico e da traghetti con le altre località del centro lago. L'accordo per la costruzione del primo pontile risale al 1858, anche se i piroscafi "Plinio" e "Lario" erano già in servizio dal 1826.

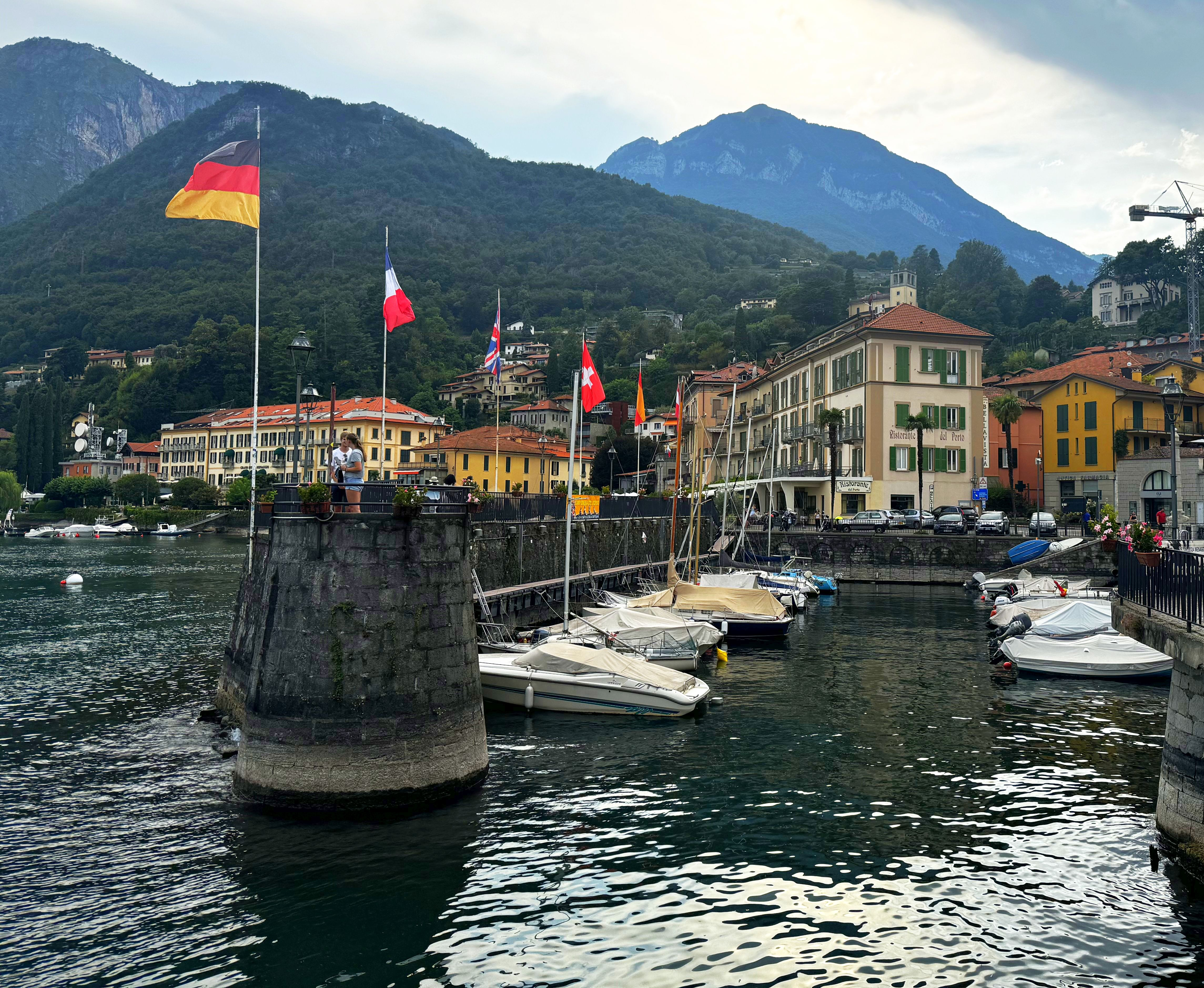
Porticciolo

## Amministrazione

### Gemellaggi[83]
- Allevard
- Carapicuíba
- Wolpertswende

## Televisione
A Menaggio sono state realizzate molte scene della serie televisiva Un ciclone in famiglia.

## Galleria d'immagini

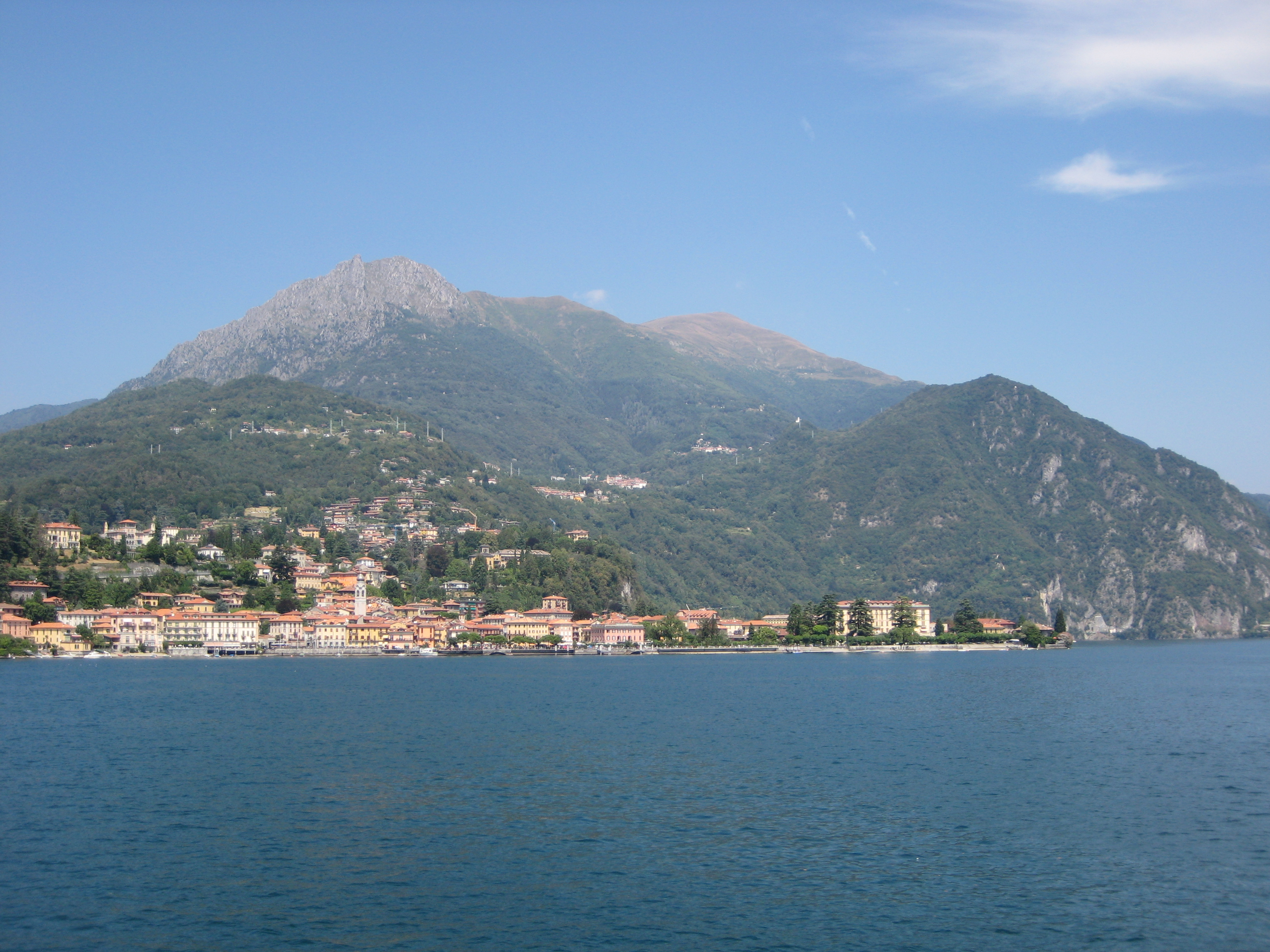
Panorama di Menaggio dal Lago
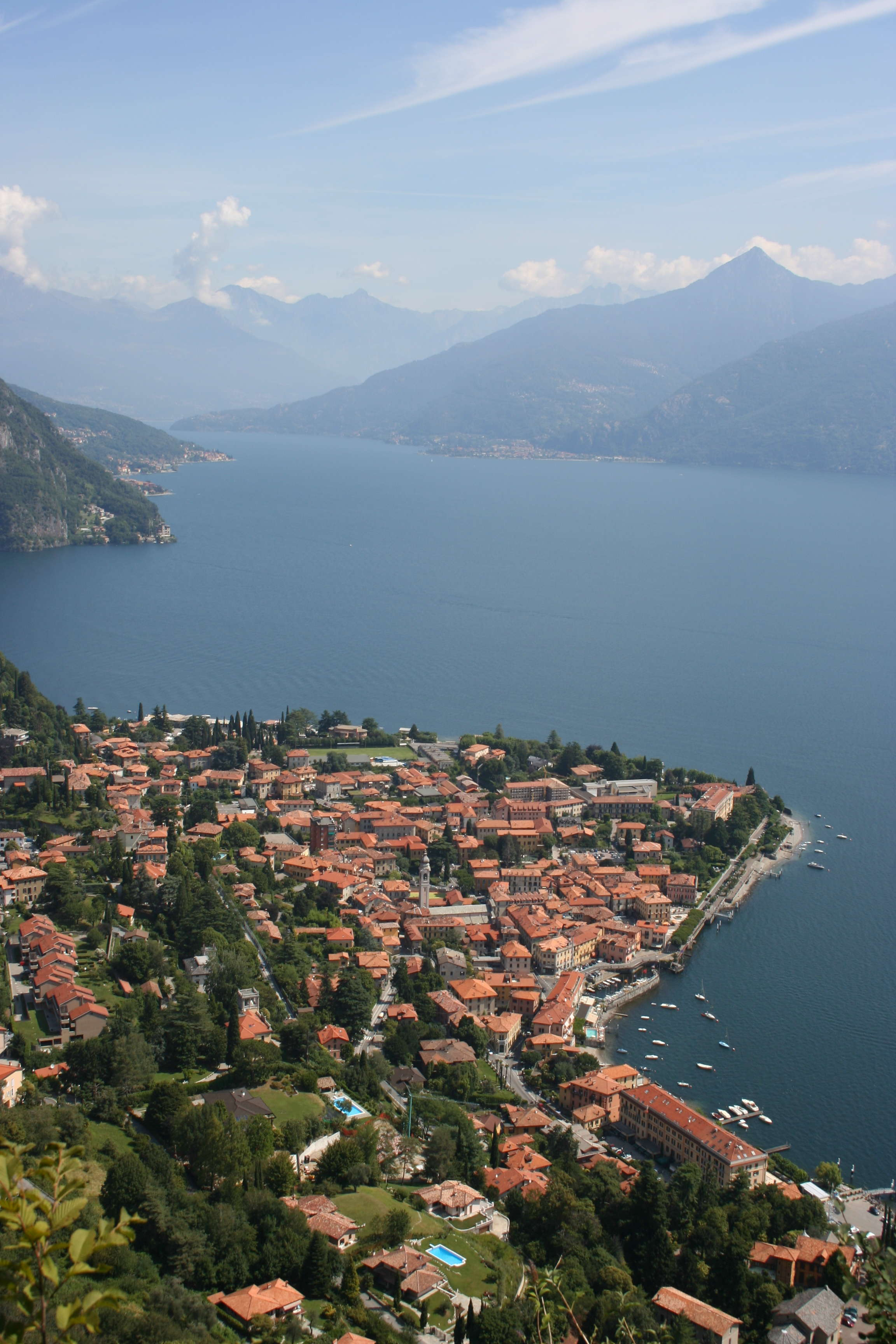
Panorama di Menaggio dal Monte Crocetta
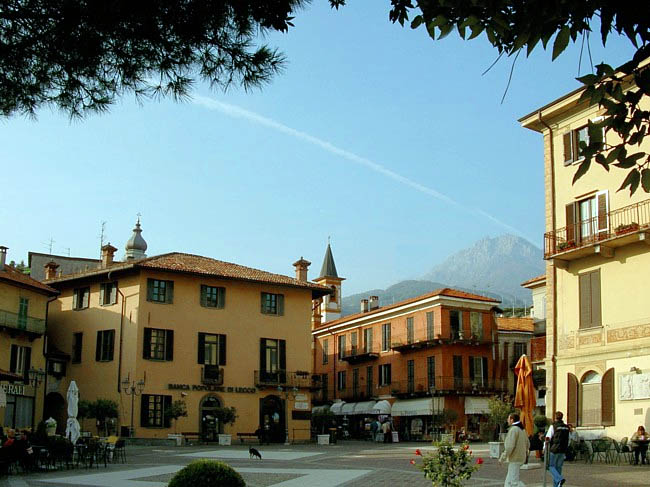
Piazza Garibaldi
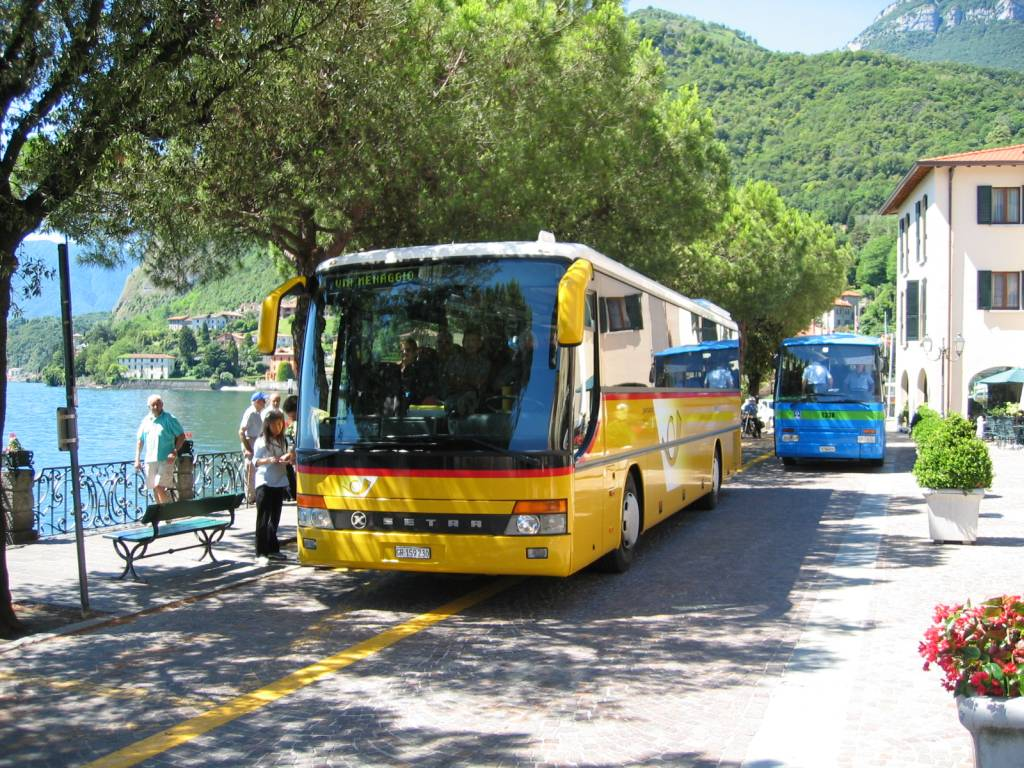
Autobus turistico Palm-Express in sosta a Menaggio

### Esplicative
1. ↑  Per il dialetto comasco, si utilizza l'ortografia ticinese, introdotta a partire dal 1969 dall'associazione culturale Famiglia Comasca nei vocabolari, nei documenti e nella produzione letteraria.
2. ↑  L(ucius) Minicius L(uci) f(ilius) Ouf(entina tribu) Exoratus / fla(men) Divi Titi Aug(usti) Vespasiani decurion(um) consensu tr(ibunus) mil(itum) (quattuor)vir a(edicula) p(otestate) (duo)vir d(icundo) praef(ectus) fab(rum) / [a pr(aetore)] bis et co(n)s(ularis) pontif(ex) sibi et Geminae C(ai) f(iliae) Priscoe uxori et Minicae L(uci) f(iliae) Bisiae v(ivus) f(ecit) v. L'antica via Regina, Società archeologica comense, Como, 1995, pag. 137.
3. ↑  Sebbene la definitiva soppressione è stata nel 1966, in tale anno si è di fatto concluso l'esercizio della ferrovia.

### Bibliografiche
1. 1 2   Bilancio demografico mensile anno 2025 (dati provvisori), su demo.istat.it, ISTAT.
2. ↑   Classificazione sismica (XLS), su rischi.protezionecivile.gov.it.
3. ↑   Tabella dei gradi/giorno dei Comuni italiani raggruppati per Regione e Provincia (PDF), in Legge 26 agosto 1993, n. 412, allegato A, Agenzia nazionale per le nuove tecnologie, l'energia e lo sviluppo economico sostenibile, 1º marzo 2011,  p. 151. URL consultato il 25 aprile 2012 (archiviato dall'url originale il 1º gennaio 2017).
4. ↑   AA. VV., Dizionario di toponomastica. Storia e significato dei nomi geografici italiani., Milano, Garzanti, 1996,  p. 389, ISBN 88-11-30500-4.
5. 1 2 3  TCI, Le province di Como e Lecco [...], p. 79
6. 1 2 3 4  Berra, p. 127.
7. ↑  Berra, pp. 126-127.
8. 1 2 3 4 5 6 7 8 9 10 11 12 13 14 15 16  Borghese, pp. 295-299.
9. ↑  AA.VV., Una chiesa tra lago e montagne, p. 105.
10. 1 2 3 4 5 6 7 8 9 10 11 12   Sito Turistico Ufficiale del Comune di Menaggio, su menaggio.com. URL consultato l'8 maggio 2020 (archiviato dall'url originale il 29 settembre 2020).
11. ↑   Castello di Santa Cristina e Bissone Santa Cristina e Bissone (PV), su lombardiabeniculturali.it.
12. ↑   Andrea Castagnetti, S. Cristina di Corteolona, in Inventari altomedievali di terre, coloni e redditi, Roma, 1979 (FSI, 104), IV, pp. 27-40. URL consultato il 22 maggio 2022.
13. 1 2 3 4 5 6 7 8 9 10   Castelli della Lombardia, provincia di Como, castello di Menaggio, su mondimedievali.net. URL consultato il 18 aprile 2020.
14. 1 2 3 4 5 6 7  Belloni et al., pp. 42-43.
15. 1 2 3   Comune di Menaggio, sec. XIV - 1757 – Istituzioni storiche – Lombardia Beni Culturali, su lombardiabeniculturali.it. URL consultato l'8 maggio 2020.
16. ↑  Frigerio, p. 102.
17. 1 2 3  TCI, Guida d'Italia [...], p. 313.
18. 1 2 3   Comune di Menaggio, 1798 - 1815 – Istituzioni storiche – Lombardia Beni Culturali, su lombardiabeniculturali.it. URL consultato l'8 maggio 2020.
19. ↑   Comune di Croce, 1816 - 1859 – Istituzioni storiche – Lombardia Beni Culturali, su lombardiabeniculturali.it. URL consultato l'8 maggio 2020.
20. ↑   Comune di Griante, 1816 - 1859 – Istituzioni storiche – Lombardia Beni Culturali, su lombardiabeniculturali.it. URL consultato il 20 aprile 2020.
21. ↑   Comune di Loveno, 1816 - 1859 – Istituzioni storiche – Lombardia Beni Culturali, su lombardiabeniculturali.it. URL consultato l'8 maggio 2020.
22. ↑   Comune di Menaggio, 1859 - [1971] – Istituzioni storiche – Lombardia Beni Culturali, su lombardiabeniculturali.it. URL consultato l'8 maggio 2020.
23. ↑  Roncacci, p. 144.
24. ↑   Menaggio, su Stemmi dei Comuni della Provincia di Como.
25. ↑   Chiesa di S. Stefano - complesso, Via IV Novembre - Menaggio (CO) – Architetture – Lombardia Beni Culturali, su lombardiabeniculturali.it. URL consultato il 7 maggio 2020.
26. ↑   Pieve di Santo Stefano, sec. XIII - sec. XVIII – Istituzioni storiche – Lombardia Beni Culturali, su lombardiabeniculturali.it. URL consultato il 7 maggio 2020.
27. 1 2   Parrocchia di Menaggio, su parrocchia.menaggio.com. URL consultato l'8 maggio 2020 (archiviato dall'url originale il 10 novembre 2020).
28. 1 2  Zastrow, p. 134.
29. 1 2  Berra, p. 126.
30. ↑   Chiesa di S. Marta, Via Calvi - Menaggio (CO) – Architetture – Lombardia Beni Culturali, su lombardiabeniculturali.it. URL consultato il 7 maggio 2020.
31. ↑  Zastrow, p. 35.
32. 1 2 3 4 5  TCI, Guida d'Italia [...], p. 327.
33. 1 2   Parrocchia dei Santi Bartolomeo e Nicola, sec. XVI - [1989] – Istituzioni storiche – Lombardia Beni Culturali, su lombardiabeniculturali.it. URL consultato l'8 maggio 2020.
34. ↑   Santuari diocesani e templi votivi – Santuari Diocesani, su santuari.diocesidicomo.it. URL consultato il 21 novembre 2023.
35. ↑   Santuario della Madonna della Pace, Via Regina - Menaggio (CO) – Architetture – Lombardia Beni Culturali, su lombardiabeniculturali.it. URL consultato il 7 maggio 2020.
36. ↑   Chiesa dei SS. Bartolomeo e Nicola - complesso, Via Regina - Menaggio (CO) – Architetture – Lombardia Beni Culturali, su lombardiabeniculturali.it. URL consultato il 7 maggio 2020.
37. ↑   RomaniCOMO, su romanicomo.it. URL consultato il 7 maggio 2020 (archiviato dall'url originale il 15 agosto 2020).
38. ↑   Chiesa di S. Carlo, Via Castellino da Castello - Menaggio (CO) – Architetture – Lombardia Beni Culturali, su lombardiabeniculturali.it. URL consultato il 7 maggio 2020.
39. 1 2  Bartolini, p. 82.
40. 1 2 3  Berra, p. 129.
41. 1 2 3 4  Zastrow, p. 141.
42. ↑   Chiesa dei SS. Lorenzo e Agnese - complesso, Piazza San Lorenzo, 1 - Menaggio (CO) – Architetture – Lombardia Beni Culturali, su lombardiabeniculturali.it. URL consultato il 7 maggio 2020.
43. ↑   Parrocchia dei Santi Lorenzo e Agnese, 1641 - [1989] – Istituzioni storiche – Lombardia Beni Culturali, su lombardiabeniculturali.it. URL consultato l'8 maggio 2020.
44. ↑   Chiesa dei SS. Pietro e Paolo - complesso, Via San Rocco - Menaggio (CO) – Architetture – Lombardia Beni Culturali, su lombardiabeniculturali.it. URL consultato il 7 maggio 2020.
45. ↑   Chiesa della Beata Vergine delle Grazie, Via Monti di Nava - Menaggio (CO) – Architetture – Lombardia Beni Culturali, su lombardiabeniculturali.it. URL consultato il 7 maggio 2020.
46. 1 2   Giro delle frazioni di Menaggio, su in-Lombardia: Sito Ufficiale del Turismo della Regione Lombardia. URL consultato il 22 aprile 2024.
47. ↑   Chiesa di S. Giusto, Via San Giusto - Menaggio (CO) – Architetture – Lombardia Beni Culturali, su lombardiabeniculturali.it. URL consultato il 7 maggio 2020.
48. ↑   Chiesa di S. Rocco, Via Annetta e Celestino Lusardi - Menaggio (CO) – Architetture – Lombardia Beni Culturali, su lombardiabeniculturali.it. URL consultato il 7 maggio 2020.
49. ↑   Cappella della Beata Vergine di Caravaggio, Via Casartelli - Menaggio (CO) – Architetture – Lombardia Beni Culturali, su lombardiabeniculturali.it. URL consultato il 7 maggio 2020.
50. 1 2   Schede, su Menaggio Lake Como. URL consultato il 18 dicembre 2024.
51. ↑   Itinerario storico-artistico di Menaggio, su Menaggio Lake Como. URL consultato il 18 dicembre 2024.
52. 1 2 3 4 5  Berra, p. 130.
53. ↑  TCI, Le province di Como e Lecco [...], p. 80.
54. 1 2 3 4 5  TCI, Guida d'Italia [...], p. 314.
55. ↑  TCI, Guida d'Italia [...], pp. 313-314.
56. 1 2 3 4   Villa Vigoni - complesso, Via Giulio Vigoni, 1,3,5 - Menaggio (CO) – Architetture – Lombardia Beni Culturali, su lombardiabeniculturali.it. URL consultato il 7 maggio 2020.
57. 1 2 3 4  Belloni et al., p. 204.
58. ↑  Belloni et al., p. 203.
59. 1 2 3 4  Trabella, cap. 29.
60. ↑   Istituzione, su Villa Vigoni | Centro italo-tedesco per il dialogo europeo. URL consultato il 7 maggio 2020.
61. ↑  Berra, pp. 129-130.
62. ↑   Villa Garovaglio - complesso, Via Garovaglio Rognoni, 2 - Menaggio (CO) – Architetture – Lombardia Beni Culturali, su lombardiabeniculturali.it. URL consultato il 7 maggio 2020.
63. ↑  Trabella, cap. 30.
64. 1 2   Villa Valsecchi, Via Fabio Filzi, 35 - Menaggio (CO) – Architetture – Lombardia Beni Culturali, su lombardiabeniculturali.it. URL consultato il 7 maggio 2020.
65. ↑   Villa D'Azeglio - complesso, Via Massimo D'Azeglio, 6,8(P),10 - Menaggio (CO) – Architetture – Lombardia Beni Culturali, su lombardiabeniculturali.it. URL consultato il 7 maggio 2020.
66. ↑   Villa Erba, Via San Giusto, 12 - Menaggio (CO) – Architetture – Lombardia Beni Culturali, su lombardiabeniculturali.it. URL consultato il 7 maggio 2020.
67. ↑   Villa Govone - complesso, Via Volta, 10,12,14(P) - Menaggio (CO) – Architetture – Lombardia Beni Culturali, su lombardiabeniculturali.it. URL consultato il 7 maggio 2020.
68. ↑   Villa Olivetta - complesso, Via IV Novembre, 139 - Menaggio (CO) – Architetture – Lombardia Beni Culturali, su lombardiabeniculturali.it. URL consultato il 7 maggio 2020.
69. ↑   Villa Pensa - complesso, Piazza Wachs Mylius, 5,6,7(P),8 - Menaggio (CO) – Architetture – Lombardia Beni Culturali, su lombardiabeniculturali.it. URL consultato il 7 maggio 2020.
70. ↑   Villa Pergola - complesso, Piazza Vigoni Giuseppe, 3(P) - Menaggio (CO) – Architetture – Lombardia Beni Culturali, su lombardiabeniculturali.it. URL consultato il 7 maggio 2020.
71. ↑   Villa Scanavino, Via XXIV maggio, 14,16(P),18 - Menaggio (CO) – Architetture – Lombardia Beni Culturali, su lombardiabeniculturali.it. URL consultato il 7 maggio 2020.
72. ↑   Villa Vonwiller - complesso, Via Nazario Sauro, 20 - Menaggio (CO) – Architetture – Lombardia Beni Culturali, su lombardiabeniculturali.it. URL consultato il 7 maggio 2020.
73. ↑   Casa Messa, Via Enrico Caronti di Blevio, 1,3,5 - Menaggio (CO) – Architetture – Lombardia Beni Culturali, su lombardiabeniculturali.it. URL consultato il 7 maggio 2020.
74. ↑   Sito Turistico Ufficiale del Comune di Menaggio, su menaggio.com. URL consultato l'8 maggio 2020 (archiviato dall'url originale il 29 ottobre 2020).
75. ↑  Bartolini, pp. 109-111.
76. ↑   Comune di Menaggio, 1757 - 1797 – Istituzioni storiche – Lombardia Beni Culturali, su lombardiabeniculturali.it. URL consultato l'8 maggio 2020.
77. ↑   Comune di Menaggio, 1816 - 1859 – Istituzioni storiche – Lombardia Beni Culturali, su lombardiabeniculturali.it. URL consultato l'8 maggio 2020.
78. ↑  Statistiche I.Stat ISTAT  URL consultato in data 28-12-2012.
Nota bene: il dato del 2021 si riferisce al dato del censimento permanente al 31 dicembre di quell'anno. Fonte:  Popolazione residente per territorio - serie storica, su esploradati.censimentopopolazione.istat.it.
79. 1 2  Popolazione straniera residente per età e sesso al 31 dicembre 2015
80. ↑  Sistema Bibliotecario Lario Ovest
81. ↑  Villa Vigoni: Willkommen
82. ↑  http://www.artelario.it
83. ↑   Comune di Menaggio - Informazioni generali, su comune.menaggio.co.it. URL consultato il 23 luglio 2020>.
84. ↑  Un ciclone in famiglia#Location